# Anne Kirkpatrick
Anne Kirkpatrick (4 luglio 1952) è una cantautrice australiana.

## Biografia
Figlia dei cantanti Slim Dusty e Joy McKean, ha iniziato la sua carriera esibendosi nelle tournée del padre e prestando la voce nei suoi dischi. Nel 1978 il suo album Shoot the Moon è entrato nella Kent Music Report alla 60ª posizione; nella ARIA Albums Chart, invece, ha piazzato Travellin' Still...Always Will, album realizzato con il padre e pubblicato nel 2002, alla numero 35, ricevendo un disco d'oro. Ai Country Music Awards of Australia ha vinto sei premi, tra il 1979 e il 2007. Agli ARIA Music Awards 1992 ha trionfato nella categoria dedicata ai dischi di genere country. Nel 2010 è stata introdotta nella Australian Roll of Renown.

## Discografia

### Album in studio
- 1974 – Down Home
- 1976 – Let the Songs Keep Flowing Strong and Naturally
- 1978 – Shoot the Moon
- 1982 – Merry-Go-Round of Life
- 1987 – Come Back Again
- 1989 – Two Singers One Song (con Slim Dusty)
- 1991 – Out of the Blue
- 1993 – Game of Love
- 1997 – Cry Like a Man
- 2002 – Travellin' Still...Always Will (con Slim Dusty)
- 2006 – Showmans Daughter

### Album dal vivo
- 1995 – 21st Anniversary Concert

### Raccolte
- 1982 – Annie's Songs
- 1991 – The Best of Anne Kirkpatrick
- 2011 – Anthology: The Best of Anne Kirkpatrick
- 2015 – The Early Years 1974-1987